# Gli amanti di Ravello
Gli amanti di Ravello è un film del 1950 diretto da Francesco De Robertis.

## Trama
Una maestra di Amalfi, durante la prima guerra mondiale, è l'amante di un barone. Dà alla luce un bimbo, ma il barone sposa un'altra ragazza. Il figlio della maestra cresce insieme al figlio della balia, cui somiglia. Poi la maestra prende con sé i due bambini, ma non sa chi sia suo figlio. I due si credono fratelli, diventano giovanotti, e s'innamorano della stessa ragazza. Uno dei due vuole sposare la fanciulla e la maestra interviene, perché la ragazza sarebbe anch'ella figlia del barone. Il giovane, per evitare un incesto, parte: è un colpo per la ragazza, la cui salute peggiora. In seguito il giovane apprende che essa non è sua sorella, ma è troppo tardi.

## Produzione
Il film è ascrivibile al filone popolare dei melodrammi sentimentali, comunemente detto strappalacrime, allora molto in voga tra il pubblico italiano (poi ribattezzato dalla critica con il termine neorealismo d'appendice).
Con il titolo originale Fenesta cà lucive (soggetto già più volte trasposto al cinema nel periodo del muto), lo sceneggiatore Giorgio Prosperi affianca il regista pugliese in uno dei suoi primi lavori. All'altro sceneggiatore, Luigi Capuano, alcuni hanno erroneamente attribuito addirittura la regia del film.
Nel cast il regista inserisce due attrici particolarmente belle. Affida la parte di "Ida" a Lída Baarová, un'attrice della Cecoslovacchia, considerata una delle donne più affascinanti della sua epoca: è una delle due uniche attrici che riconferma dopo un'altra pellicola. In un ruolo minore ("Bruna Falchi") recita la giovanissima Leonora Ruffo, di Roma, donna di una bellezza avvenente, ma nel contempo molto dolce e raffinata. Sfida le resistenze della famiglia, e debutta proprio in questo film.
Nel cast De Robertis poi inserisce (nel ruolo di Gennarino) l'attore Nino Milano, l'unico che apparirà in cinque film del regista.
Il regista è molto affiatato con il cast tecnico: affida la colonna sonora, come spesso avviene, al compositore aretino Annibale Bizzelli (che firmerà la musica di sette film di De Robertis) e si avvale ancora della fotografia di Carlo Bellero, che collabora, in tutto, a otto suoi film.